# Monument la mormântul ostașilor căzuți în 1944 (Bălți)
Monumentul la mormântul ostașilor căzuți în 1944 este un monument amplasat pe str. M. Sadoveanu, 1 în Bălți, Republica Moldova. Este un monument istoric de importanță națională inclus în Registrul monumentelor Republicii Moldova ocrotite de stat cu nr. 31 (municipiul Bălți).